# Rachel Ruysch
Rachel Ruysch (ochrz. 3 czerwca 1664 w Hadze, zm. 12 sierpnia 1750 w Amsterdamie) – holenderska malarka, specjalizująca się w przedstawieniach kwiatów. Jedna z najbardziej znanych kobiet uprawiających działalność artystyczną na przełomie XVII i XVIII wieku.

## Życiorys
Urodziła się w rodzinie Frederika Ruyscha, wybitnego holenderskiego profesora anatomii i botaniki oraz uzdolnionego malarza amatora. Od piętnastego roku życia była uczennicą Willema van Aelsta – pochodzącego z Delftu prominentnego malarza martwych natur i obrazów o tematyce myśliwskiej. W 1693 poślubiła malarza-portrecistę Juriaena Poola (1666-1745), z którym miała dziesięcioro dzieci.
Około 1701 przystąpiła do haskiego bractwa malarzy Confrérie Pictura. W latach 1708–1716 przebywała w Düsseldorfie jako nadworna malarka księcia Jana Wilhelma Wittelsbacha – elektora Palatynatu Reńskiego. Do końca życia pozostała aktywna zawodowo, ostatnie znane płótno ukończyła w 1747, w wieku 84 lat.

## Twórczość
Rachel Ruysch malowała przede wszystkim martwe natury, których tematem przewodnim były kwiaty i owoce, często z różnymi owadami i płazami. Jej obrazy odznaczają się ciemnym tłem i silnie oświetloną, zwykle asymetryczną kompozycją w centrum. Przedstawiała kwiaty w momencie ich największego rozkwitu, akcentując tym samym przemijanie i smutek dojrzałości w obliczu zbliżającej się śmierci. Jej bogate i realistyczne przedstawienia kwiatów cieszyły się uznaniem za życia artystki, bez trudu znajdowała prominentnych nabywców w Holandii, jak i poza jej granicami. Również współcześnie precyzyjne i metaforyczne bukiety Rachel Ruysch cieszą się zainteresowaniem wystawców. Były prezentowane m.in. w Rijksmuseum na wystawie Still Life Paintings from the Netherlands 1550-1720 w 1999 r. i w Museum voor Moderne Kunst w Arnhem w ramach Each their own Reason: Women Artists in Belgium and the Netherlands 1500-1950. W 1999 r. przypadkowo odnaleziona martwa natura Racheli Ruysch, została sprzedana za sumę 2,9 miliona franków francuskich, co stanowiło ekwiwalent przeszło pół miliona dolarów.
Artystka namalowała ok. 250 obrazów, z których do czasów współczesnych przetrwało około stu. Jej prace prezentują m.in. Rijksmuseum w Amsterdamie, National Gallery w Londynie i Muzeum Historii Sztuki w Wiedniu.

## Galeria

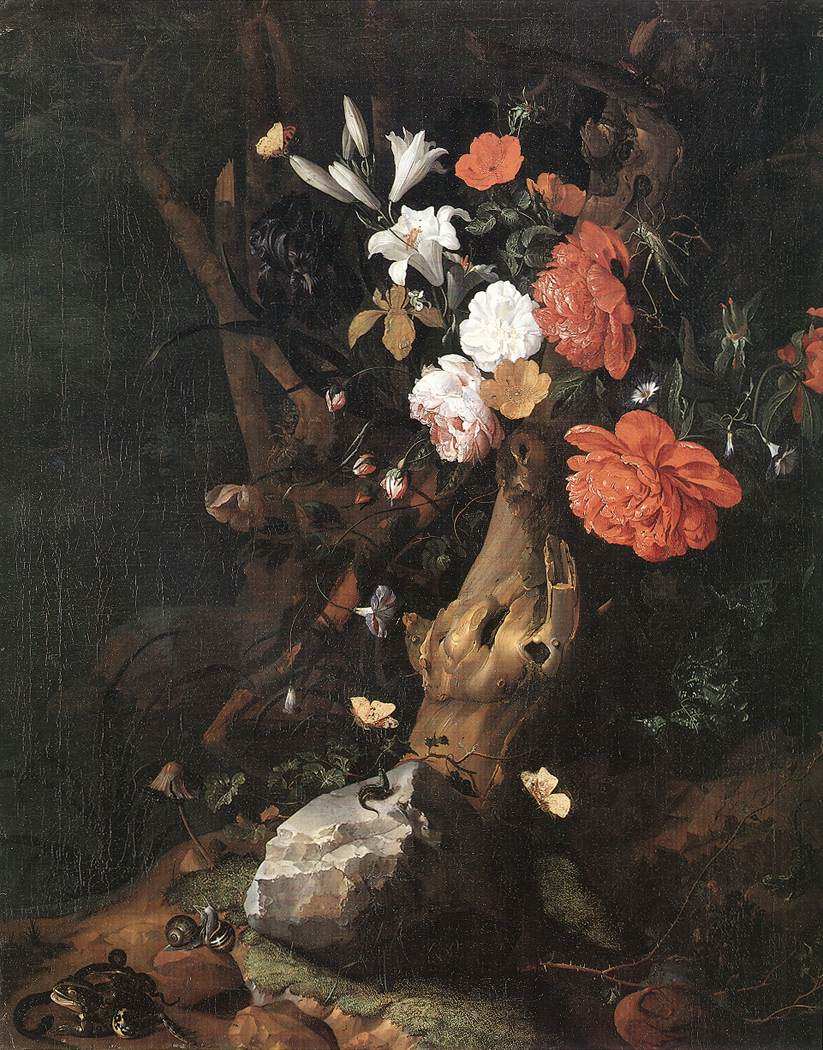
Kwiaty na pniu, po 1686
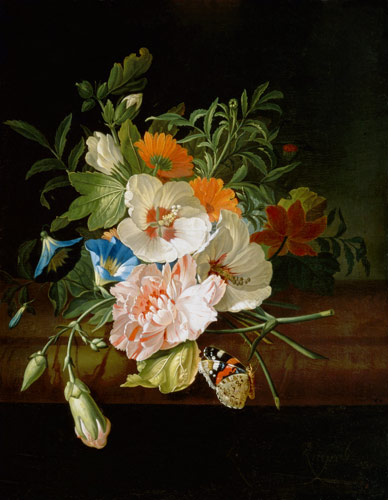
Kwiaty na kamiennej płycie, ok. 1700
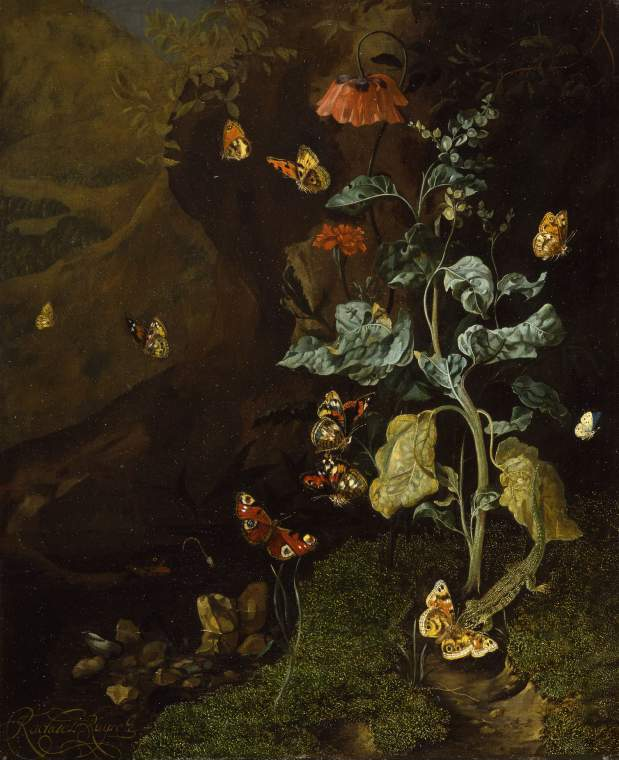
Martwa natura z kwiatami, motylami i jaszczurką, 1700
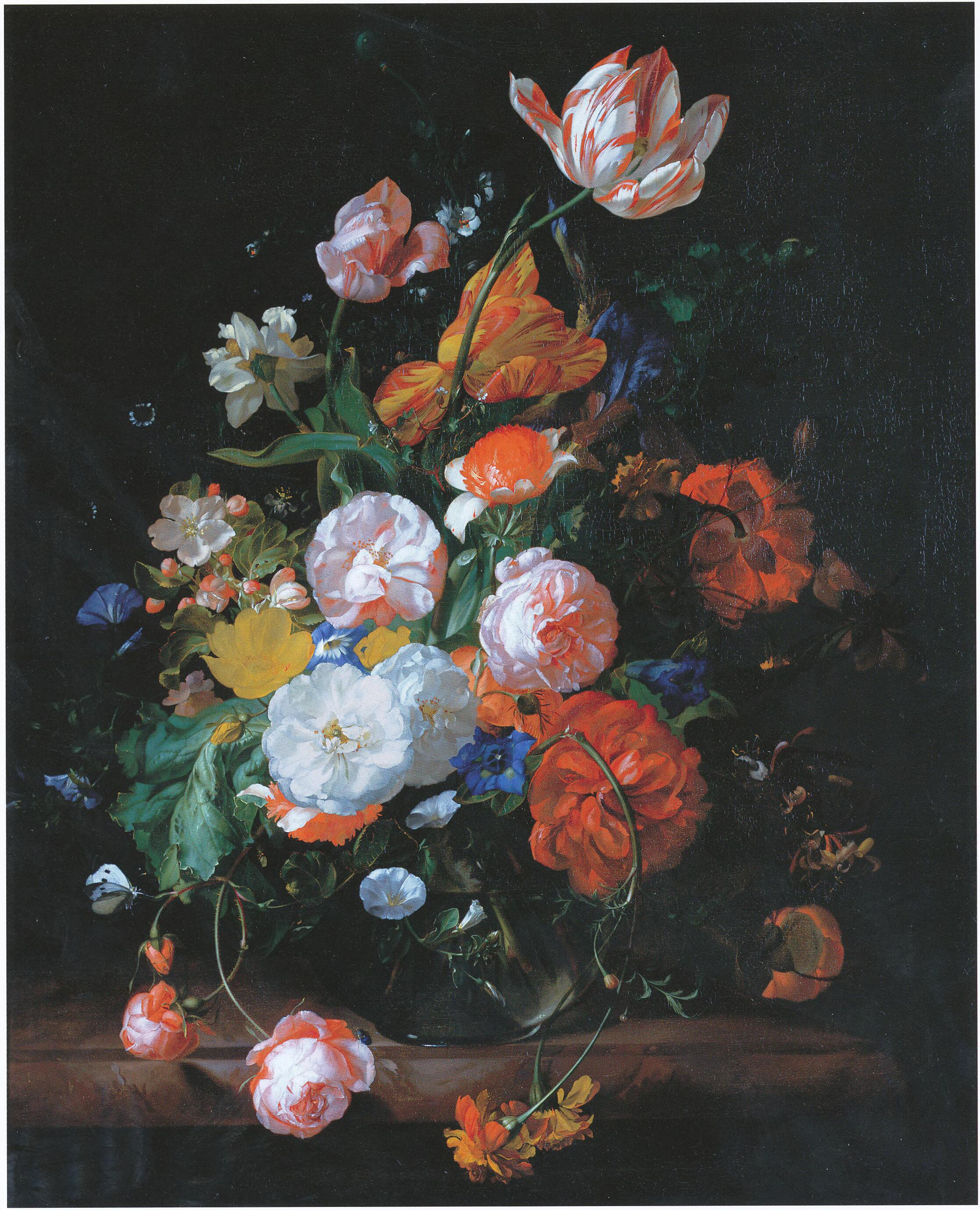
Róże, tulipany i inne kwiaty w szklanym wazonie na marmurowym blacie, 1709
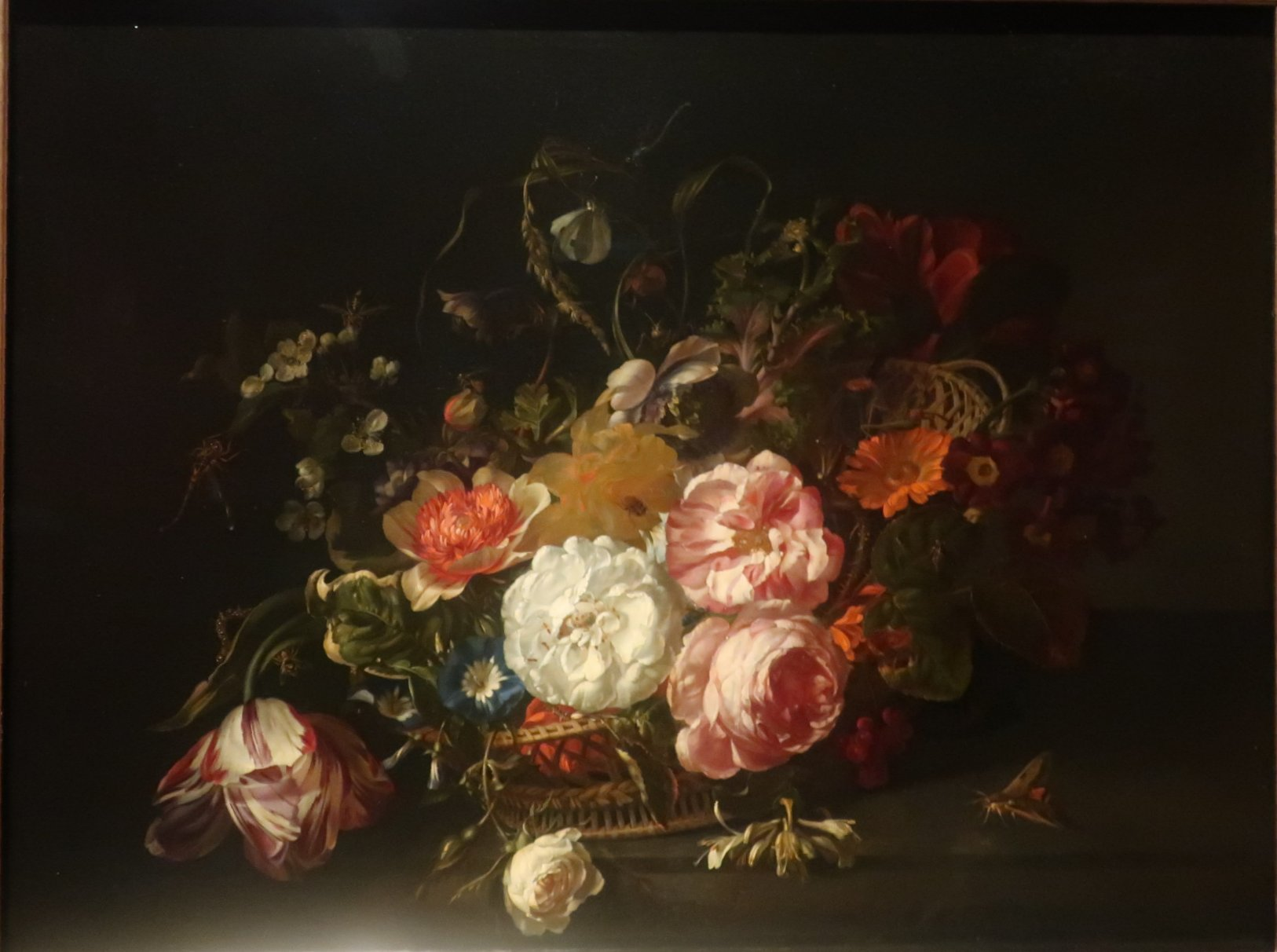
Kosz kwiatów, 1711
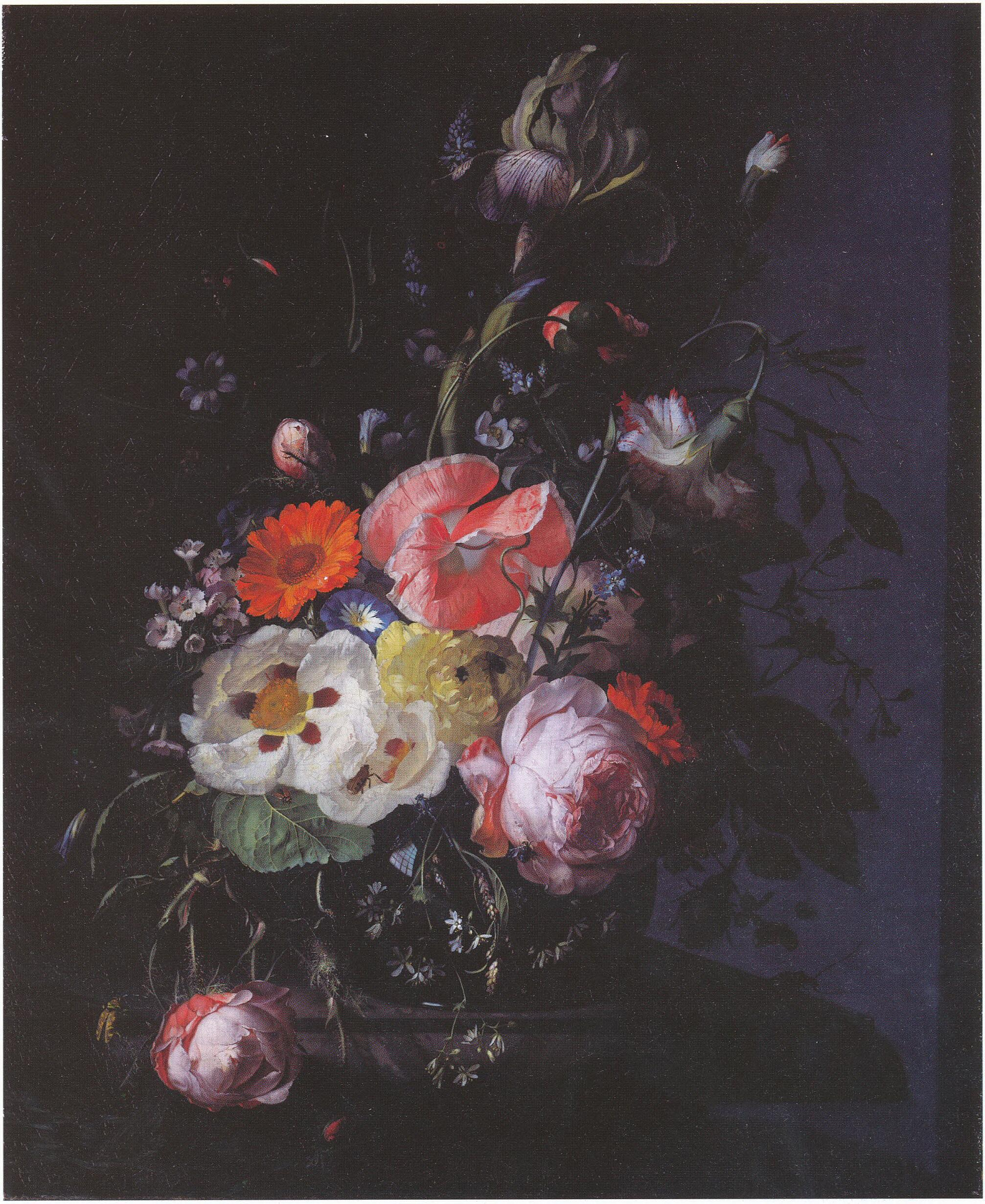
Martwa natura z kwiatami, 1716
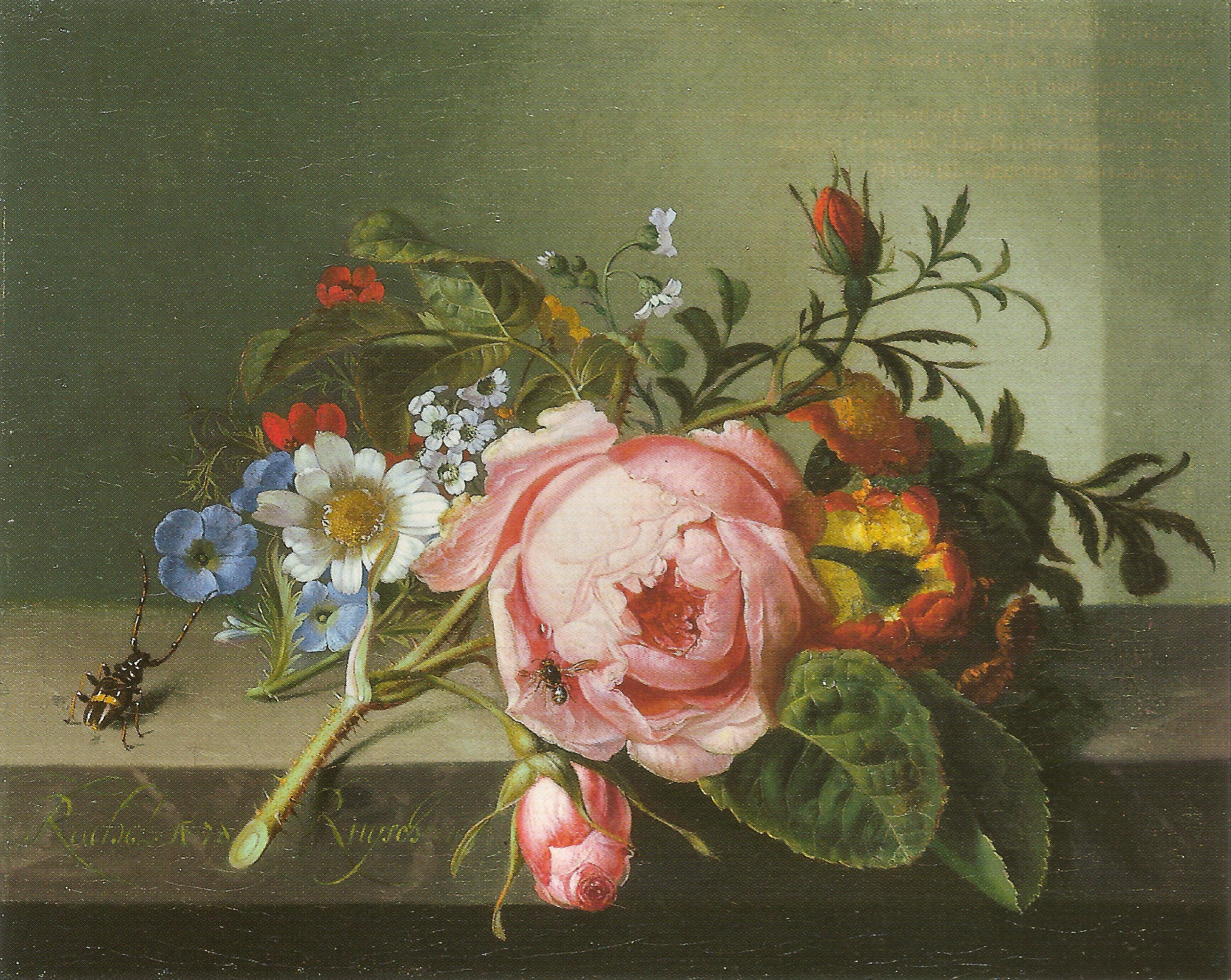
Gałązka róży z chrząszczem i pszczołą, 1741